# كعب بن لؤي
كعب بن لؤي، الجد السابع للنبي محمد بن عبد الله، كان سيد قبيلة كنانة. وكان يكنى أبا هصيص.

## نسبه
- هو : كعب بن لؤي بن غالب بن فهر بن مالك بن النضر بن كنانة بن خزيمة بن مدركة بن إلياس بن مضر بن نزار بن معد بن عدنان.[2]
- أمه : ماوية بنت كعب بن القين بن جسر بن شيع الله بن أسد بن وبرة بن تغلب بن حلوان بن عمران بن الحاف بن قضاعة.

## أولاد كعب بن لؤي وزوجاته
كان لكعب من الولد:
1. هصيص بن كعب، وأمه وحشية بنت شيبان بن محارب بن فهر بن مالك بن النضر بن كنانة بن خزيمة بن مدركة بن إلياس بن مضر بن نزار بن معد بن عدنان.
2. مرة بن كعب، وأمه وحشية بنت شيبان بن محارب بن فهر بن مالك بن النضر بن كنانة بن خزيمة بن مدركة بن إلياس بن مضر بن نزار بن معد بن عدنان.
3. عدي بن كعب، وأمه حبيبة بنت بجالة بن سعد بن فهم بن عمرو بن قيس عيلان بن مضر بن نزار بن معد بن عدنان[3]

## تبشيره بظهور النبي محمدصلى الله عليه وسلم
روى أبو نعيم من طريق محمد بن الحسن بن زبالة، عن محمد بن طلحة التيمي، عن محمد بن إبراهيم بن الحارث، عن أبي سلمة قال: كان كعب بن لؤي يجمع قومه يوم الجمعة، وكانت قريش تسميه العروبة، فيخطبهم فيقول:
أما بعد فاسمعوا، وتعلموا، وافهموا، واعلموا، ليل ساج، ونهار ضاح، والأرض مهاد، والسماء بناء، والجبال أوتاد، والنجوم أعلام، والأولون كالآخرين، والأنثى والذكر والروح، وما يهيج إلى بلى، فصلوا أرحامكم، واحفظوا أصهاركم، وثمروا أموالكم، فهل رأيتم من هالك رجع، أو ميت نشر، الدار أمامكم، والظن غير ما تقولون، حرمكم زينوه وعظموه وتمسكوا به، فسيأتي له نبأ عظيم، وسيخرج منه نبي كريم.
ثم يقول:
نهار وليل كل يوم بحادث * سواء علينا ليلها ونهارها
يؤوبان بالأحداث حتى تأوبا * وبالنعم الضافي علينا ستورها
على غفلة يأتي النبي محمد * فيخبر أخباراً صدوق خبيرها
ثم يقول: والله لو كنت فيها ذا سمع وبصر ويد ورجل، لتنصبت فيها تنصب الجمل، ولأرقلت بها إرقال العجل، ثم يقول: (ج/ص: 2/ 303)
يا ليتني شاهدا نجواء دعوته * حين العشيرة تبغي الحق خذلانا
قال: وكان بين موت كعب بن لؤي ومبعث رسول الله صلى الله عليه وسلم خمسمائة عام وستون سنة. نسخة محفوظة 16 يوليو 2020 على موقع واي باك مشين.

## طالع كذلك
| سبقه لؤي بن غالب | نسب النبي محمد | تبعه مرة بن كعب |